# Carl Christian Rafn
Carl Christian Rafn (født 16. januar 1795 på Brahesborg, Assens, død 20. oktober 1864 i København) var en dansk oldforsker. Hans værker fæstede i høj grad verdens opmærksomhed på Nordens ældre historie og den oldnordiske litteratur. Han var den første videnskabsmand, der populariserede erkendelsen at Amerika blev opdaget af vikingerne.
C.C. Rafn stiftede Det kongelige Nordiske Oldskriftselskab og var medlem af Den Arnamagnæanske Kommission og Oldsagskommissionen.

## Biografi
Carl Christian Rafn fødtes 1795 på Brahesborg på Fyn, hvor faderen, Christian Rafn, var mejeriforpagter; moderen hed Christiane, født Kiølbye. Efter at have besøgt Odense Katedralskole dimitteredes han til Københavns Universitet 1814 og lagde straks sin hurtige tilegnelsesevne for dagen, idet han efter kun 1½ års studium tog juridisk embedseksamen med laud og tillige officerseksamen med udmærkelse (1816). Efter at have
været ansat som løjtnant ved de fynske lette dragoner blev han 1820 lærer ved Landkadetakademiet i København i latin og almindelig grammatik.
Ingen af disse fag var dog Rafns hovedinteresse. Allerede fra skoletiden havde han beskæftiget sig med studiet af islandsk. 1818 fik han grundlagt et stiftsbibliotek i Reykjavík (Landsbókasafn Íslands), et lignende oprettedes ved hans medvirkning 1828 i Tórshavn på Færøerne (Føroya Landsbókasavn), 1829 i Nuuk på Grønland (Nunatta Atuagaateqarfia); han fik ligeledes dannet et militært provinsbibliotek og et læseselskab i Odense.
Han blev i årene 1821-1823 antaget som medhjælp ved den Arnamagnæanske Samling og havde herved rig lejlighed til at blive bekendt med de islandske håndskrifter. Samtidig begyndte han en udgave af Nordiske Kæmpehistorier (eller mythiske og romantiske Sagaer), efter islandske Haandskrifter fordanskede (3 bind, 1821-1826), men han ville også kalde andre til virksomhed for studiet af de islandske oldtidsminder. På hans tilskyndelse blev der af ham og nogle yngre islændere stiftet en forening med det mål at fortolke og udgive islandske oldskrifter. Man udsendte som prøve en udgave i oldsproget af Jomsvikingesaga, og der tegnede sig alene på Island 1000 subskribenter, hvoraf bønder og tjenestefolk udgjorde over halvdelen. Ligeledes blev en dansk oversættelse af samme saga udgivet ved Rafn 1824. Der var nu vundet så stor interesse for sagen, at det Nordiske Oldskriftselskab endelig kunne stiftes på Frederik VI's fødselsdag 28. januar 1825 med den opgave at udgive og fortolke nordiske oldskrifter og i øvrigt at virke for alt, hvad der kunne oplyse det gamle Nordens historie, sprog og oldsager og derved vække og nære kærlighed til fædre og fædreland. Første formand var Rasmus Rask. Den 9. maj 1828 fik selskabet prædikatet "kongeligt", og samtidig blev major Joseph Abrahamson, adjudant hos Frederik VI, selskabets formand. Fra 1829 modtog det en fast årlig understøttelse på 600 kr. af finanserne.
Rafn var fra første færd selskabets sekretær, og denne stilling lagde i så høj grad beslag på hans arbejde, at han søgte afsked fra sin plads ved Landkadetakademiet 1826; samtidig fik han titel af professor. Rafns store arbejdslyst og forretningstalent havde her rig lejlighed til at udfolde sig, især da selskabet hurtig voksede i medlemstal og formue og på hidtil ukendt måde søgte tilslutning over den hele verden. Rafn besørgede den vidtløftige korrespondance, administrerede selskabets pengemidler, oversatte og udgav sagaerne, redigerede selskabets tidsskrifter og skaffede det stadig nye forbindelser og tilskud. Således blev der ved bidrag af private og selskaber grundet et urørligt fond for selskabet til islandske håndskrifters udgivelse og nordisk oldkyndigheds fremme; dette var i 1846 steget til 92.000 kr. og ved Rafns død til 170.000 kr.
I selskabets omfattende litterære produktion havde Rafn en væsentlig andel. Således medvirkede han ved udgivelsen af den største del af Fornmanna sögur (12 bind, 1825-1837) og ved flere bind af Oldnordiske Sagaer i dansk Oversættelse, ligesom han udgav Fornaldarsögur Norðrlanda (3 bind, 1829-1830) og oversættelsen deraf, Nordiske Fortidssagaer (3 bind, 1829-30). Stor opmærksomhed i udlandet og særlig i Amerika vakte det 1837 udgivne pragtværk Antiqvitates Americanæ, hvori alle de gamle efterretninger om nordboernes rejser til Amerika var samlede, ledsagede med indledende undersøgelser og forklarende anmærkninger så vel som med smukke gengivelser af håndskrifterne. Et tilsvarende værk, der ligeledes tildrog sig stor opmærksomhed, var Antiquités Russes d'aprés les monuments historiques des Islandais et des anciens Scandinaves (2 bind, 1850-1858). Grønlands historiske Mindesmærker (3 bind, 1838-1845), af hvilket ypperlige værk Rafn i hvert fald var medarbejder, og end videre Oldtidsminder fra Østen; Antiquités de l'Orient (1856) må også her nævnes. Det er disse værkers ubestridelige fortjeneste at have i høj grad fæstet verdens opmærksomhed på Nordens ældre historie og litteratur.
Efter forslag af Rafn, som 1830 var bleven medlem af den kongl. Kommission for Oldsagers Opbevaring og således vidne til oldsagsamlingens rige vækst, satte Oldskriftselskabet sig også til mål at fremme studiet af de danske oldsager og mindesmærker. De af den nævnte kommission udgivne Antiqvariske Annaler var standsede 1827, og der savnedes således et organ for den hjemlige arkæologiske forskning; Rafn fik derfor Oldskriftselskabet til at udgive Nordisk Tidsskrift for Oldkyndighed (3 bind, 1832-1836), der fortsattes af Annaler for nordisk Oldkyndighed og Historie (23 bind, 1836-1863) og Antiquarisk Tidsskrift (7 bind, 1843-1863). Til vejledning for udlandet oversattes de vigtigste af afhandlingerne i Mémoires de la Société des Antiquaires du Nord (1836-1860).
Han stiftede et til Nationalmuseet knyttet historisk-arkæologisk arkiv og bibliotek samt et "amerikansk kabinet", der indeholdt arkæologiske og etnografiske genstande. Ved Rafns virksomhed droges videnskabsmænd fra forskellige egne af verden til et nærmere samarbejde, og en mængde tidligere lidet kendt fremmed litteratur fandt vej til de danske biblioteker og lærde. Hans omfattende brevveksling og flere rejser til udlandet bragte ham personlig i forbindelse med mange udenlandske lærde og samlere.
Rafn var 1830 bleven udnævnt til medlem af kommissionen for den Arnamagnæanske Stiftelse, 1836 blev han optaget til medlem af Det kongelige danske Selskab for Fædrelandets Historie, 1861 valgte Oldskriftselskabet ham til sin bestandige sekretær; 1859 blev han udnævnt til konferensråd. Fra udlandet havde han modtaget den filosofiske og den juridiske doktorgrad, og han var medlem af et hundredtal af udenlandske foreninger og samfund.
Han døde 20. oktober 1864 som 69-årig. Rafn havde 1826 ægtet Johanne Catharine Kiølbye, datter af toldkontrollør Christian Kiølbye; hun døde 17. maj 1878. Oldskriftselskabet rejste en mindesten af granit i gammel-nordisk stil med runer på hans grav på Assistens Kirkegård i København.
Han blev Ridder af Dannebrog 1828 og Dannebrogsmand 1842.

## Værker
Udvalg
- 1821-1826 – Nordiske Kæmpehistorier (eller mythiske og romantiske Sagaer), efter islandske Haandskrifter fordanskede (3 bd.)
- 1824 – Jomsvikingesaga
- 1825-1837 – Fornmanna sögur (12 bd.)
- 1826 – Krákumál
- 1826 – 1827 – Kong Olaf Tryggvesøns Saga (3 bd.)
- 1829-1830 – Fornaldarsögur Norðrlanda (3 bd.)
- 1829-1830 – Nordiske Fortidssagaer (3 bd.)
- 1832 – Færeyínga saga eller Færøboernes Historie i den islandske Grundtext med færøisk og dansk Oversættelse
- 1837 – Antiqvitates Americanæ
- 1838-1854 – Grønlands historiske Mindesmærker (3 bd.)
- 1850-1858 – Antiquités Russes d'aprés les monuments historiques des Islandais et des anciens Scandinaves (2 bd.)
- 1852 – Saga Játvarðar konúngs hins Helga (sammen med Jón Sigurðsson)
- 1854 – Remarks on a Danish runic stone from the eleventh century, found in the central part of London
- 1856 – Oldtidsminder fra Østen; Antiquités de l'Orient

### Tidsskrifter
- 1832-1836 – Nordisk Tidsskrift for Oldkyndighed (3 bind)
- 1836-1863 – Annaler for nordisk Oldkyndighed og Historie (23 bind)
- 1836-1860 – Mémoires de la Société des Antiquaires du Nord
- 1843-1863 – Antikvarisk Tidsskrift (7 bind)